# Научная библиотека Российской академии художеств
Научная библиотека Российской академии художеств (Библиотека Императорской Академии художеств) — составная часть Российской академии художеств.
Одна из старейших библиотек России искусствоведческого профиля. Основана в одно время с Императорской Академией художеств, как публичное учреждение, призванное собирать и хранить книги и другие изоиздания, связанные с историей мирового и отечественного искусства.

## История

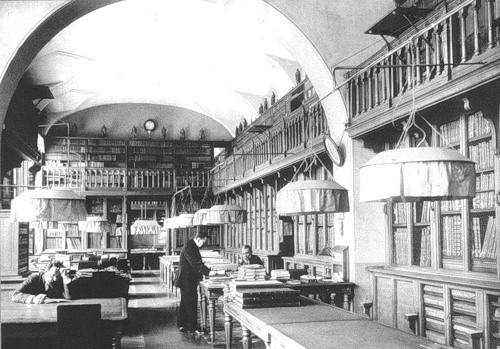
Библиотека Императорской Академии художеств. Справа сидит архитектор-художник директор библиотеки Ф. Г. Бернштам, стоит С. Н. Кондаков. 1910

Исторически фонды библиотеки комплектовались книгами по теории и истории искусства и архитектуры; технологии и истории живописи, рисунка и гравирования, пластической анатомии и другим специализациям значимым для обучения зодчих, художников и скульпторов. Целый ряд этих изданий, опубликованных не только в России, но также и в Германии, Англии, Франции, Италии и Голландии относится к XV-XVIII векам.
Академии иметь публичную библиотеку, при которой содержать из числа академиков искусного библиотекаря, дозволяя и посторонним в означенные часы входить в оную и пользоваться как чтением книг, так и выписыванием всего, что каждый найдет для себя нужного или по любопытству своему примечания достойного
Основу фонда библиотеки составил дар основателя Академии художеств Ивана Ивановича Шувалова, президентом которой он был до 1763 года.
В дальнейшем библиотечное собрание во многом пополнялось за счет частных даров, в т.ч. от: А. Н. Оленина, И. И. Бецкого, А. С. Строганова, Огюста Монферрана, Б. П. Шереметева, Тома де Томона, Д. А. Ровинского, членов императорской фамилии.
Современные архитекторы, художники и искусствоведы продолжают традицию комплектования фондов.